# Arhopalus foveicollis
Arhopalus foveicollis es una especie de escarabajo longicornio del género Arhopalus, tribu Asemini, subfamilia Spondylidinae. Fue descrita científicamente por Haldeman en 1847.

## Descripción
Mide 14-30 milímetros de longitud.

## Distribución
Se distribuye por Canadá y Estados Unidos.